# Самостан Светог Павла Пустињака
Самостан (манастир) Светог Павла Пустињака је фрањевачки манастир из 15. века који се налази на острвцу Галевац (Шкољић) уз обалу острва Угљана и места Преко.
Шимун Милиновић је о овом манастиру . записао: задарски богаташ Милан год. 1443. сагради им на отоку Галовцу самостан за ове "хрватске редовнике" .
Самостан је смештен на малом шумовитом острвцу Галевцу, који се чешће назива Шкољић и од места Преко удаљен је свега осамдесетак метара. По неким историчарима острво су раније настањивали монаси „павлини“, по чијем је заштитнику тада названа и Црква Светог Павла. Фрањевци су самостан добили на кориштење 1446. године.
У самостану се налази изложбена дворана у чијем је приземљу изложена збирка књига писаних глагољицом. Такође позната је и слика „Молитва на Маслиновој гори“ из 17/18. века.